# Marko Kropyvnytsky
Vous pouvez aider à l'améliorer ou bien discuter des problèmes sur sa page de discussion.
- Il ne cite pas suffisamment ses sources. Vous pouvez indiquer les passages à sourcer avec {{référence nécessaire}} ou {{Référence souhaitée}}, et inclure les références utiles en les liant aux notes de bas de page. (Marqué depuis décembre 2017)
- Il n’est pas rédigé dans un style encyclopédique. (Marqué depuis décembre 2017)

- Archive Wikiwix
- Bing
- Cairn
- DuckDuckGo
- E. Universalis
- Gallica
- Google
- G. Books
- G. News
- G. Scholar
- Persée
- Qwant
- (zh) Baidu
- (ru) Yandex
- (wd) trouver des œuvres sur Wikidata

Marko Kropyvnytsky (en ukrainien : Марко Лукич Кропивницький) est un écrivain ukrainien né le 10 mai 1840 (22 mai dans le calendrier grégorien) dans le village de Bejbaïraki (aujourd'hui Kropyvnytske) dans le gouvernement de Kherson (Empire russe), et décédé le 8 avril 1910 (21 avril dans le calendrier grégorien).

## Biographie

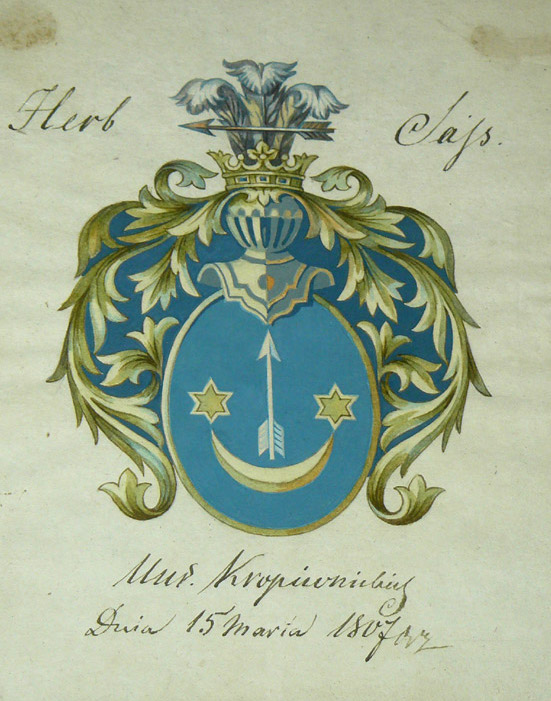
Blason familial des Kropyvnytsky

Son père, Luka Ivanovytch, vient d'une famille noble ayant pour armoiries le blason de Sas. Malgré l'origine et sa position de gérant des propriétés foncières, il est, comme l'écrivait le dramaturge dans son «Autobiographie», un homme de «travail pénible» et savait ce qu'était la pauvreté. Les spécificités du service ne lui permettaient pas d'accorder suffisamment d'attention à l'éducation des enfants. Cependant, Luka Ivanovytch a pris soin de sa famille autant qu'il le pouvait et a fait de son mieux pour donner à son fils et à sa fille l'éducation possible à ce moment-là. Sa mère, Capitolina Ivanovna, a grandi dans une famille très pauvre de l'ancien serf Doubrovynsky, où les jurons et les châtiments corporels étaient considérés comme monnaie courante. Elle avait une belle voix, jouait du piano, de la flûte, de la guitare et de nombreux autres instruments de musique, mais, contrairement à son père, était assez frivole. Quand son fils avait cinq ans, Capitolina Ivanovna a quitté la famille pour le plaisir d'un officier hussard. Ainsi, le jeune Marco est devenu un demi-orphelin avec une mère vivante.
Par conséquent, Marko a passé son enfance (jusqu'à 14 ans) dans le domaine du Prince Alexis Kantakuzen situé dans le village de Katerynivka, où son père a travaillé comme directeur. Marko a reçu une éducation qui n'avait pas de système: il a étudié à l'école privée organisée par un homme noble polonais Rudkovskiy, puis à l'école dans Elisavetgrad. L'entraînement normal était disponible uniquement à l'école de Bobrynets, Marko a obtenu une lettre d'appréciation. Sa mère lui a appris de la musique; À cette époque, Marko participait à un groupe de théâtre amateur, qui mettait les pièces d'écrivains ukrainiens et russes. Après avoir échoué à poursuivre ses études à l'école secondaire de Kiev, le jeune homme est retourné à Bobrynets et a commencé à travailler comme greffier au tribunal de district (1861-1871).

## Les débuts de sa créativité

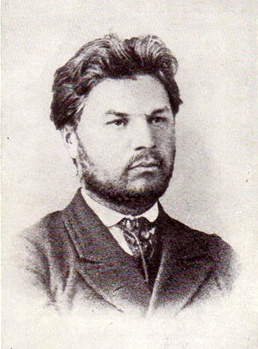
Marko Kropyvnytsky jeune.

En 1862, Marko Kropyvnytsky suit des cours à la Faculté de droit de l'Université de Kiev en tant qu'auditeur. Profondément impressionné par un mélodrame qu'il a vu au théâtre de Kiev, il écrit la pièce "Mykyta Starostenko, ou vous savez quand le désastre se réveillera" (ukrainien : Микита Старостенко, або Незчуєшся, як лихи спо). Il a ensuite critiqué ce travail car il s'agissait d'une tentative d'un auteur inexpérimenté. Désormais, la pièce est connue dans la version qui a subi de nombreuses révisions fondamentales. Marko Kropyvnytsky n'avait pas terminé ses études pour diverses raisons ; pourtant, il compléta constamment ses connaissances de manière indépendante, surtout après avoir déménagé à Elisavetgrad, où il y avait une bibliothèque. Là, il a l'occasion de se familiariser avec Robert Owen, John Stuart Mill, Shakespeare, Byron, Goethe, Heine,  Dumas, George Sand, Thackeray et bien d'autres. À la fonction publique, il n'obtient presque aucune promotion et perd souvent complètement ses revenus en raison de son dévouement pour l'art et les performances amateurs.
En 1871, Kropyvnytsky rejoint la troupe d'acteurs professionnels et accepta de travailler en compagnie du comte Morkov (Odessa). Il acquiert une grande expérience théâtrale après avoir passé plus de dix ans dans la troupe de théâtre russe ; il a étudié à fond les règles spécifiques du genre théâtral et a appris la place du théâtre dans la société.
En 1872, le journal d'Odessa "Le Télégraphe de Nouvelle Russie" publie deux comédies musicales de Kropyvnytsky: "Réconcilié" et "Dieu protégera un orphelin, ou proposition inattendue".
En 1875, Kropyvnytsky part en tournée en Galicie, où il travaille comme acteur et directeur de la compagnie théâtrale "La parole ruthène". Il fait quelques efforts pour changer le répertoire et le style artistique du théâtre en lui apportant le réalisme et le caractère national.

## Création du théâtre de Coryphée
En 1881, l'interdiction du théâtre ukrainien a été abolie. Bien qu'il y ait encore de nombreuses limitations et restrictions, des troupes ukrainiennes ont émergé à Kiev, Kharkiv, Odessa. Pourtant, ces troupes n'ont pas satisfait Marko Kropyvnytsky, qui recherchait des changements importants dans l'art scénique. En 1882, il organisa sa propre compagnie qui, en un an environ, fusionna avec la troupe de Mykhailo Starytsky, et Marko Kropyvnytsky y devint l'un des principaux réalisateurs. Une nouvelle ère dans l'histoire du théâtre professionnel ukrainien a commencé. De nombreux acteurs célèbres ont joué dans la troupe de Kropivnitskiy, tels que: Maria Zankovetska, Mykola Sadovsky, plus tard M.Sadovska-Barilotti, Panas Saksahansky, Ivan Karpenko-Kary.
Au début, Kropivnitskiy écrivait principalement des pièces de comédie: Réconcilié (1869), Dieu protégera un orphelin ou une proposition inattendue (1871), Acteur Sinitsa (1871), Une révision (1882), Moustache (1885) et autres.

## Hommages
Depuis 2016 une ville porte son nom Kropyvnytskyï ancienne Kirovograd ; des rues à Kyiv, Lviv et Vinnytsia .

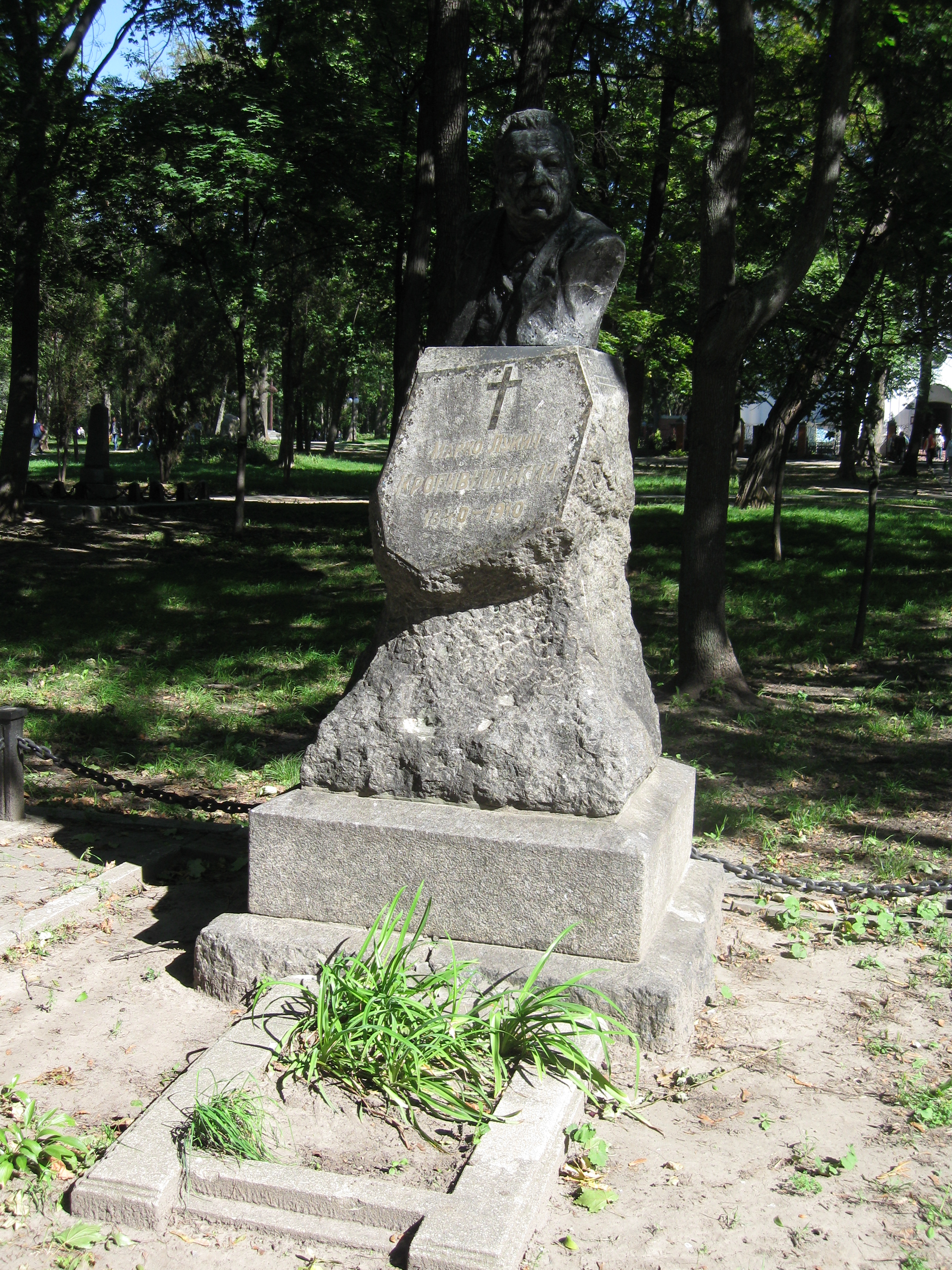
Tombe de Marko Kropyvnytshy à Kharkiv
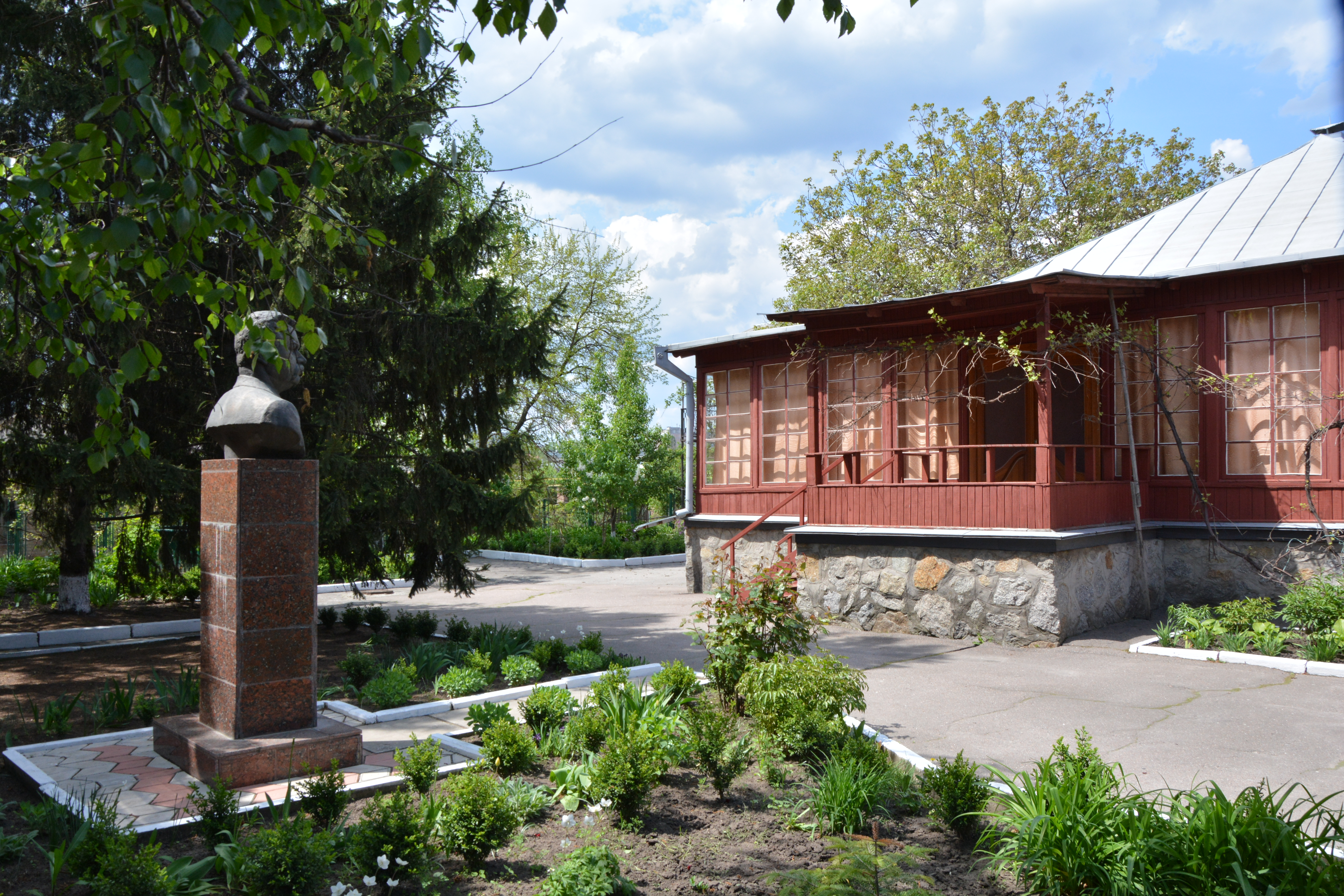
Bâtiment et buste classé[1] du Musée d'histoire locale de Kirovohrad.
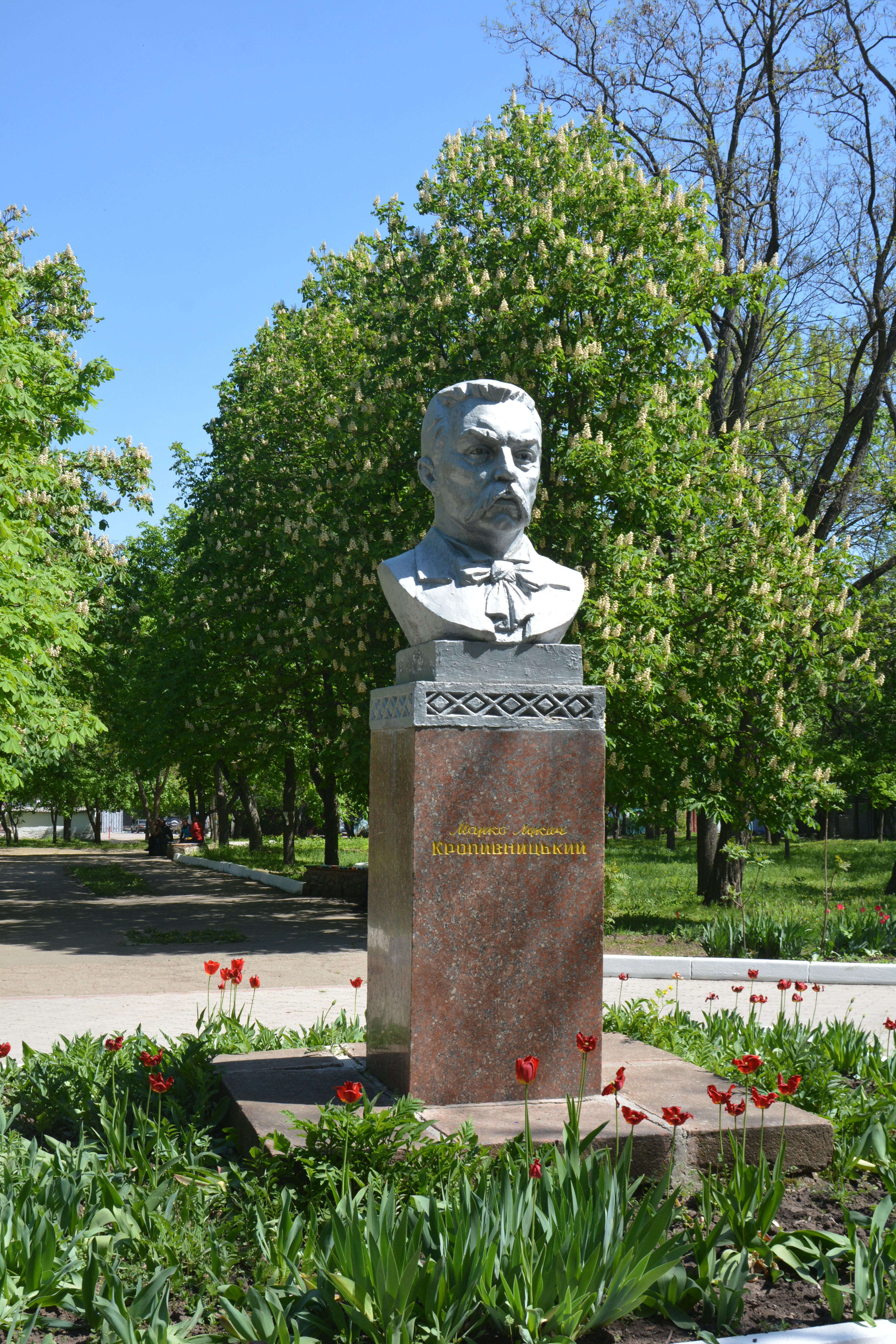
Parc et buste à son nom classés[2].
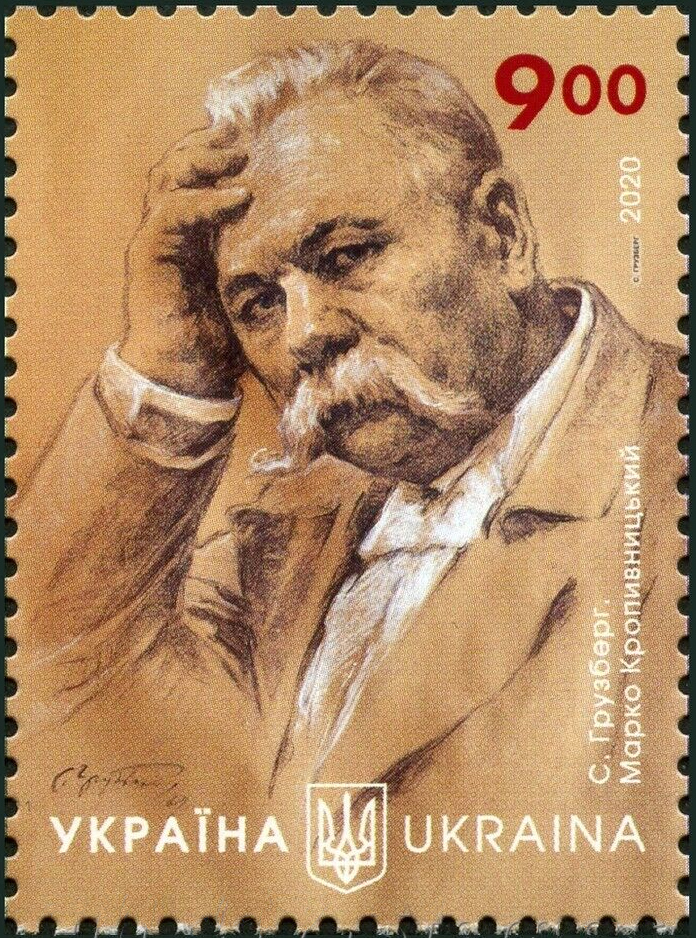
Un timbre ukrainien en 2020.